# Julian May

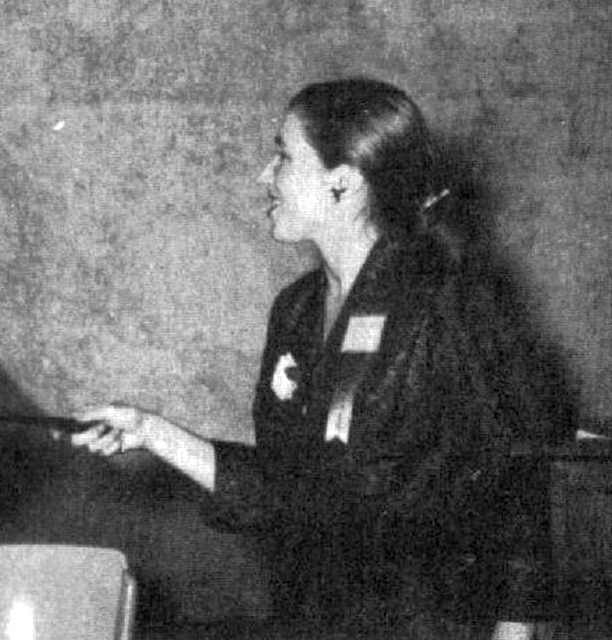
Julian May in 1952

Julian Clare May (Chicago, 10 juli 1931 – Bellevue, 17 oktober 2017) was een Amerikaans sciencefiction- en fantasy-schrijfster.
Haar bekendste werken zijn de series Het veelkleurig land, waarbij een groep mensen, van het begin van de 22e eeuw naar een paar miljoen jaar geleden, het Plioceen wordt getransporteerd, en Het galactisch bestel, waarin telepaten de macht op aarde overnemen.